# Tricogena sinensis
Tricogena sinensis är en tvåvingeart som först beskrevs av Villeneuve 1936.  Tricogena sinensis ingår i släktet Tricogena och familjen gråsuggeflugor. Inga underarter finns listade i Catalogue of Life.